# George R. R. Martin
George Raymond Richard Martin (* 20. září 1948, Bayonne, New Jersey) je americký spisovatel sci-fi a fantasy. Patrně nejznámější je díky sérii fantasy románů Píseň ledu a ohně. Je držitelem spisovatelských cen Hugo a Nebula, ceny Brama Stokera či World Fantasy Award.
V roce 2005 ho Lev Grossman z časopisu Time označil za „amerického Tolkiena“.

## Biografie
George Martin se narodil 20. září 1948 v Bayonne, New Jersey, jako syn dokaře Raymonda Collinse Martina a jeho manželky Margaret Brady Martin. Má dvě mladší sestry Darleen a Janet. Jeho otec měl napůl italský původ a jeho matka byla napůl Irka. Martin má ale i francouzské, anglické, velšské a německé předky.
V dětství se Martinův svět omezoval na prostor mezi základní školou a domovem a tento omezený svět mu vnuknul touhu cestovat a zažít jiná místa, ale jediný způsob byl prostřednictvím představivosti, a tak se stal vášnivým čtenářem. Mladý Martin začal psát a prodávat příběhy o příšerách za drobné dětem v okolí, včetně dramatického přednesu. Psal také o mytickém království, kde žily jeho domácí želvičky. Tyto smyšlené želvy ve svém hradě často umíraly, a tak se Martin nakonec rozhodl, že se vzájemně zabíjejí pomocí intrik.
Svou první profesionální povídku „Hrdina“ (Hero) prodal časopisu Galaxy v roce 1970. Martin v sedmdesátých letech nějakou dobu vyučoval angličtinu a žurnalistiku, ale nakonec se rozhodl zkusit kariéru spisovatele na plný úvazek.
Na začátku sedmdesátých let měl Martin vztah se spisovatelkou Lisou Tuttle. Během účasti na East Coast science fiction convention potkal svou první manželku Gale Burnick; oženil se s ní v roce 1975, ale bezdětné manželství skončilo rozvodem už o čtyři roky později. 15. února 2011 se George Martin v Santa Fe oženil se svou dlouhodobou partnerkou Parris McBride.

## Témata
Kritici popisují Martinovy příběhy jako temné a cynické. Jeho první román, Soumrak na Worlornu, udal tón většině jeho budoucích prací – odehrává se především na opuštěné planetě, která se pomalu stává neobyvatelnou, protože se vzdaluje od své hvězdy. Tento příběh, stejně jako mnoho jeho jiných příběhů, má silnou příchuť melancholie.
Jeho postavy jsou často nešťastné nebo přinejmenším nespokojené a snaží se zůstat idealisty v bezohledném světě. Mnoho z nich má znaky tragických hrdinů. Kritik T. M. Wagner napsal: „Nemůžete tvrdit, že Martin nesdílí Shakespearovu slabost pro nesmyslné tragédie.“ Tato pochmurnost může některým čtenářům vadit. Inchoatus Group tvrdí, že „pokud vás trápí tato absence radosti nebo hledáte nějaká uklidňující slova, pak byste se nejspíš měli porozhlédnout jinde.“
Martinovy postavy mají mnoho tváří a mívají komplikovanou minulost, motivace a ambice. Žádná z nich nemá nerealistické štěstí a smůla, zranění a smrt (nebo falešná smrt) může potkat kteroukoliv z nich – bez ohledu na to, jestli postava patří mezi hlavní nebo vedlejší nebo jak moc ji má čtenář v oblibě. Martin však považuje svůj sklon k zabíjení důležitých postav za nutnost pro hloubku příběhu: „...když je moje postava v nebezpečí, chci, abyste se báli obrátit stránku.“
Hlavní Martinova témata v jeho povídkách jsou osamělost, spojení, láska odsouzená k zániku, idealismus, romantismus a tvrdá pravda versus milosrdná lež. Mnoho z těchto témat se objevuje i v jeho magnum opus, Písni ledu a ohně, v povídkách jsou však zřetelnější.

### Romány
- Soumrak na Worlornu (Dying of the Light, 1977)
- Křídla snů, 1993 (Windhaven, 1981), společně s Lisou Tuttle
- Sen Ockerwee (Fevre Dream, 1982)
- The Armageddon Rag (1983)
- Dead Man's Hand (1990), společně s Johnem J. Millerem
- Ledový drak, 2015 (The Ice Dragon, 1980, přepracováno 2014)
- Píseň ledu a ohně (A Song of Ice and Fire), cyklus:
  - Hra o trůny, 2000 (A Game of Thrones, 1996)[p 1] – v roce 2011 zfilmováno jako první řada seriálu Hra o trůny
  - Střet králů, 2001 (A Clash of Kings, 1999)[p 2] – v roce 2012 zfilmováno jako druhá řada seriálu Hra o trůny
  - Bouře mečů, 2002 (A Storm of Swords, 2000) – v letech 2013 a 2014 zfilmováno jako třetí a čtvrtá řada seriálu Hra o trůny
  - Hostina pro vrány, 2006 (A Feast for Crows, 2005) – v roce 2015 zfilmováno jako čtvrtá, pátá a šestá řada seriálu Hra o trůny
  - Tanec s draky, 2012 (A Dance with Dragons, 12. července 2011) – v roce 2015 zfilmováno jako čtvrtá, pátá a šestá řada seriálu Hra o trůny
  - Vichry zimy (The Winds of Winter) – zfilmováno jako šestá a sedmá řada seriálu Hra o trůny
  - Sen o jaru (A Dream of Spring) – zfilmováno jako osmá řada seriálu Hra o trůny

### Novely
- Potulný rytíř, 1999 (The Hedge Knight, 1998)
- Přísežný meč, 2014 (The Sworn Sword, 2003)
- Tajemný rytíř, 2014 (The Mystery Knight, 2010)
- Princezna a královna, 2015 (The Princess and the Queen, 2013) – antologie Nebezpečné ženy
- Darebný princ aneb též Králův bratr, 2015 (The Rogue Prince, 2014) – antologie Darebáci

### Sbírky
- Píseň pro Lyu, 2002 (A Song for Lya, 1976)
- Zpěvy hvězd a stínů, 2006 (Songs of Stars and Shadows, 1977)
- Písečníci, 1992 (Sandkings, 1981)
- Písně mrtvých, 2006 (Songs the Dead Men Sing, 1983)
- Nightflyers, 1992 (Nightflyers, 1985)
- Tufova dobrodružství, 2000 (Tuf Voyaging, 1987), sbírka navazujících povídek spojených hlavní postavou
- Nečekané variace, 1997 (Portraits of His Children, 1987)
- Quartet (2001)
- GRRM: A Rretrospective (2003)
- Mudrosloví urozeného pána Tyriona z Lannisterů, 2013 (The Wit and Wisdom of Tyrion Lannister, 2013)
- Rytíř Sedmi království, 2014 (A Knight of the Seven Kingdoms, 2014) – soubor tří povídek o Dunkovi a Eggovi (Potulný rytíř, Přísežný meč, Tajemný rytíř)

### Hra o trůny (scénář)
- Špičatý konec, 2013 (The Pointy End, 2011)
- Oheň a voda, 2014 (Blackwater, 2012)
- O medvědovi a krásné panně (The Bear and the Maiden Fair, 2013)
- Lev a růže (The Lion and the Rose, 2014)

### Divoké karty (editor)
- Divoké karty, 2014 (Wild Cards, 1987, rozšířené vydání 2010)
- Wild Cards II: Aces High, 1987
- Wild Cards III: Jokers Wild, 1987
- Wild Cards IV: Aces Abroad, 1988
- Wild Cards V: Down & Dirty, 1988
- Wild Cards VI: Ace in the Hole, 1990
- Wild Cards VII: Dead Man's Hand, 1990
- Wild Cards VIII: One-Eyed Jacks, 1991
- Wild Cards IX: Jokertown Shuffle, 1991
- Wild Cards X: Double Solitaire, 1992
- Wild Cards XI: Dealer's Choice, 1992
- Wild Cards XII: Turn of the Cards, 1993
- Wild Cards: Card Sharks 1993 (část z New Cycle trilogy)
- Wild Cards: Marked Cards, 1994 (část z New Cycle trilogy)
- Wild Cards: Black Trump, 1995 (část z New Cycle trilogy)
- Wild Cards: Deuces Down, 2002
- Wild Cards: Death Draws Five, 2006
- Wild Cards: Inside Straight, 2008; (část z Committee triad)
- Wild Cards: Busted Flush, 2008; (část z Committee triad)
- Wild Cards: Suicide Kings, 2009; (část z Committee triad)
- Wild Cards: Fort Freak, 2011
- Wild Cards: Lowball, 2014
- Wild Cards: High Stakes, 2016
- Wild Cards: Mississippi Roll, 2017
- Wild Cards: Low Chicago, 2018
- Wild Cards: Texas Hold'em, 2018
- Wild Cards: Knaves Over Queens, 2018
- Wild Cards: Three Kings, 2020
- Wild Cards: Joker Moon, 2021
- Wild Cards: Full House, 2022
- Wild Cards: Pairing Up, 2023
- Wild Cards: Sleeper Straddle, 2024

### Ostatní
- The Lands of Ice and Fire, 2012
- Mudrosloví urozeného pána Tyriona z Lannisterů, 2013 (The Wit & Wisdom of Tyrion Lannister, 2013)
- Svět ledu a ohně, 2015 (The World of Ice & Fire: The Untold History of Westeros and the Game of Thrones, 2014) – příručka, spoluautoři Elio M. García Jr., Linda Antonsson
- Oheň a krev, 2019 (Fire and Blood, 2018)
- Vzestup draka, 2023 (Rise of the Dragon, 2022) – příručka, spoluautoři Elio M. García Jr., Linda Antonsson
- scénář pro videohru Elden Ring

## Ocenění
- „Píseň pro Lyu“ („A Song for Lya“, 1974) – Hugo
- „Písečníci“ („Sandkings“, 1979) – Hugo a Nebula
- „Ve znamení kříže a draka“ („The Way of Cross and Dragon“, 1979) – Hugo
- „Portréty dětí“ („Portraits of His Children“, 1985) – Nebula